# Audresselles
Audresselles ist eine französische Gemeinde mit 616 Einwohnern (1. Januar 2022) im Département Pas-de-Calais der Region Nord-Pas-de-Calais. Sie gehört zum Arrondissement Boulogne-sur-Mer, zum Kanton Desvres und zum Gemeindeverband Terre des Deux Caps.

## Geografie
Die Gemeinde Audresselles liegt an der Côte d’Opale, einem Teil der Kanalküste im Regionalen Naturpark Caps et Marais d’Opale. Elf Kilometer südlich liegt Boulogne-sur-Mer, fünf Kilometer nördlich liegt das Cap Gris-Nez an der engsten Stelle der Straße von Dover. Aufgrund seiner Nähe zu den drei großen europäischen Hauptstädten Paris, London und Brüssel ist es ein leicht erreichbarer, begehrter Badeort. In der Nähe des Ortes verläuft die Autoroute A16, die die Städte an der Ärmelkanalküste miteinander verbindet. Der nächstgelegene Bahnhof ist der von Wimille-Wimereux. Nachbargemeinden sind im Norden Audinghen, im Nordosten Bazinghen und im Süden Ambleteuse. Im Westen begrenzt der Ärmelkanal die Gemeinde.

### Küste

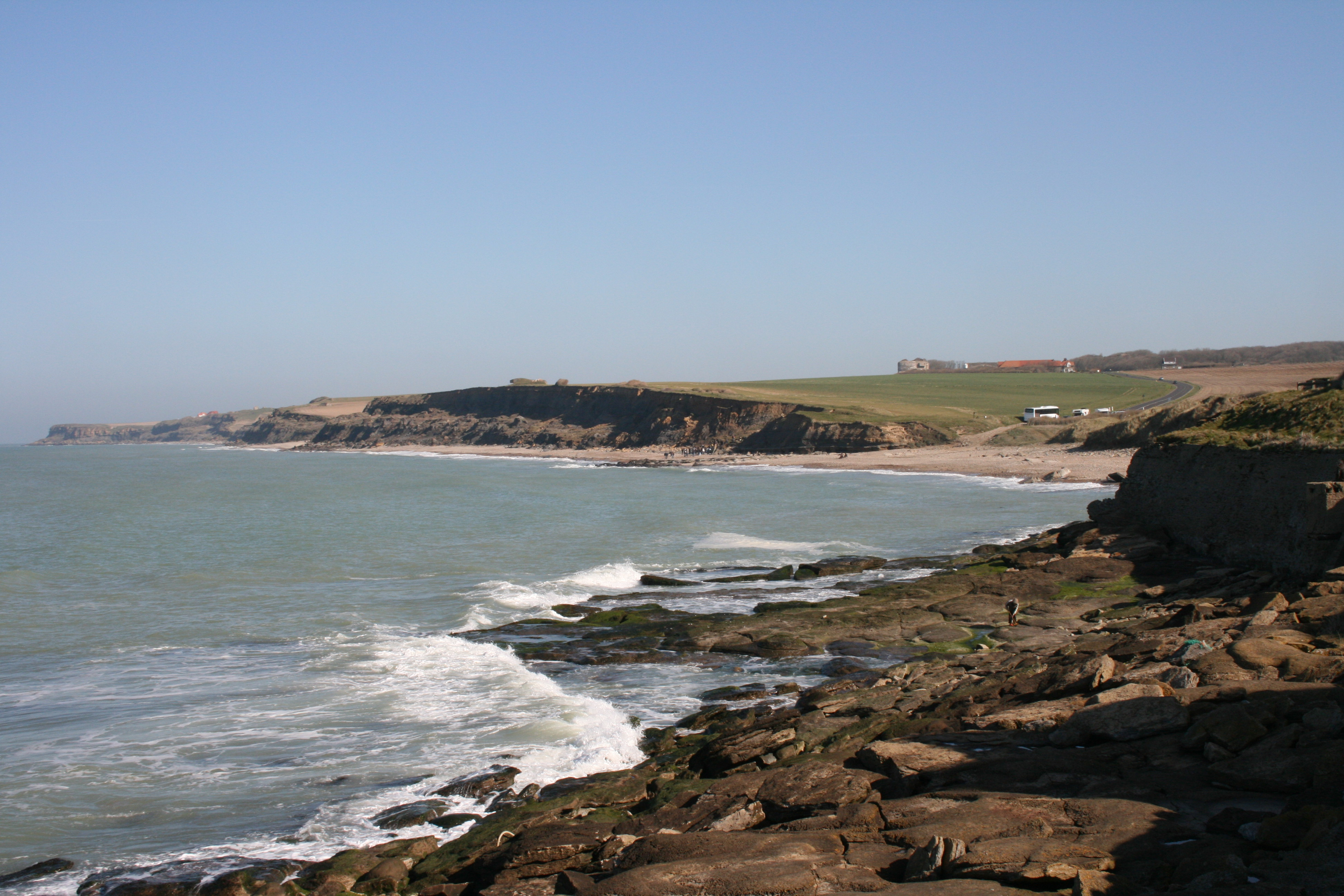
Wilder Küstenabschnitt nördlich des Dorfs

Die zwei Küstenabschnitte von Audresselles sind durch eine Landspitze namens Côte de fer voneinander getrennt. Der südliche Strand besteht aus groben Kieseln und erstreckt sich bis Ambleteuse. Der nördliche Abschnitt erstreckt sich entlang einer urtümlichen Klippe bis zum Cap Gris-Nez.

## Fauna und Flora

### Vögel
Am Strand, in den Dünen und in den Feuchtgebieten trifft man auf Silbermöwen, Lachmöwen, Seeschwalben, Kormorane, Rallen, Graugänse, Stockenten, Graureiher, Seidenreiher, Austernfischer, Lummen, Tordalke, Brachvögel, Basstölpel, Bekassinen, Dohlen, Rohrdommeln, Höckerschwäne, Wanderfalken, Sperber, Fasane und mehrere Arten von Sperlingsvögeln.

### Meeressäuger
Eine kleine Kolonie von Kegelrobben hat sich seit Juli 2006 in einer kleinen Bucht nördlich des Dorfs niedergelassen. Regelmäßig wurden Kegelrobben in unmittelbarer Nähe des Dorfs gesichtet. Auch Schweinswale, Delfine und gelegentlich sogar Schwertwale, Grindwale und Buckelwale wurden gesichtet.

### Flora
Häufig anzutreffende Buschpflanzen sind der Gemeine Bocksdorn, der Gewöhnliche Spindelstrauch, der Liguster, Weißdorne und als Neophyten seit 1980 Ölweiden. Ein weiterer Neophyt, der sich zulasten anderer Pflanzenarten verbreitet, ist die Wilde Rübe. Jährliche Pflanzen, auf die man in der Umgebung trifft, sind der Echte Meerkohl, unterschiedliche Fetthennen, der Huflattich, wild wachsende Karotten und Pastinaken, Grasnelken sowie verschiedene Süßgräser.

## Ortsname
Der Ortsname wurde 1050 in der Form Odersele niedergeschrieben. Der zweite Namensbestandteil -selles entspricht dem flämischen sele, Behausung, in diesem Zusammenhang häufig nur mit einem Raum. Der gleiche Wortstamm findet sich beim benachbarten Weiler Haringzelle. Im Westhoek finden sich Ortsnamen wie Herzeele, 1195 Hersele, oder Lederzeele, 1139 Lidersele. In Belgien gibt es Herzele und Elzele. Vergleiche auch das deutsche Saal.
Bei dem ersten Namensbestandteil vermuten Albert Dauzat und Ernest Nègre, dass er von einem germanischen Vornamen stammt. Im picardischen Dialekt nennt sich der Ort Auderselle, auf Niederländisch Oderzele.

## Geschichte

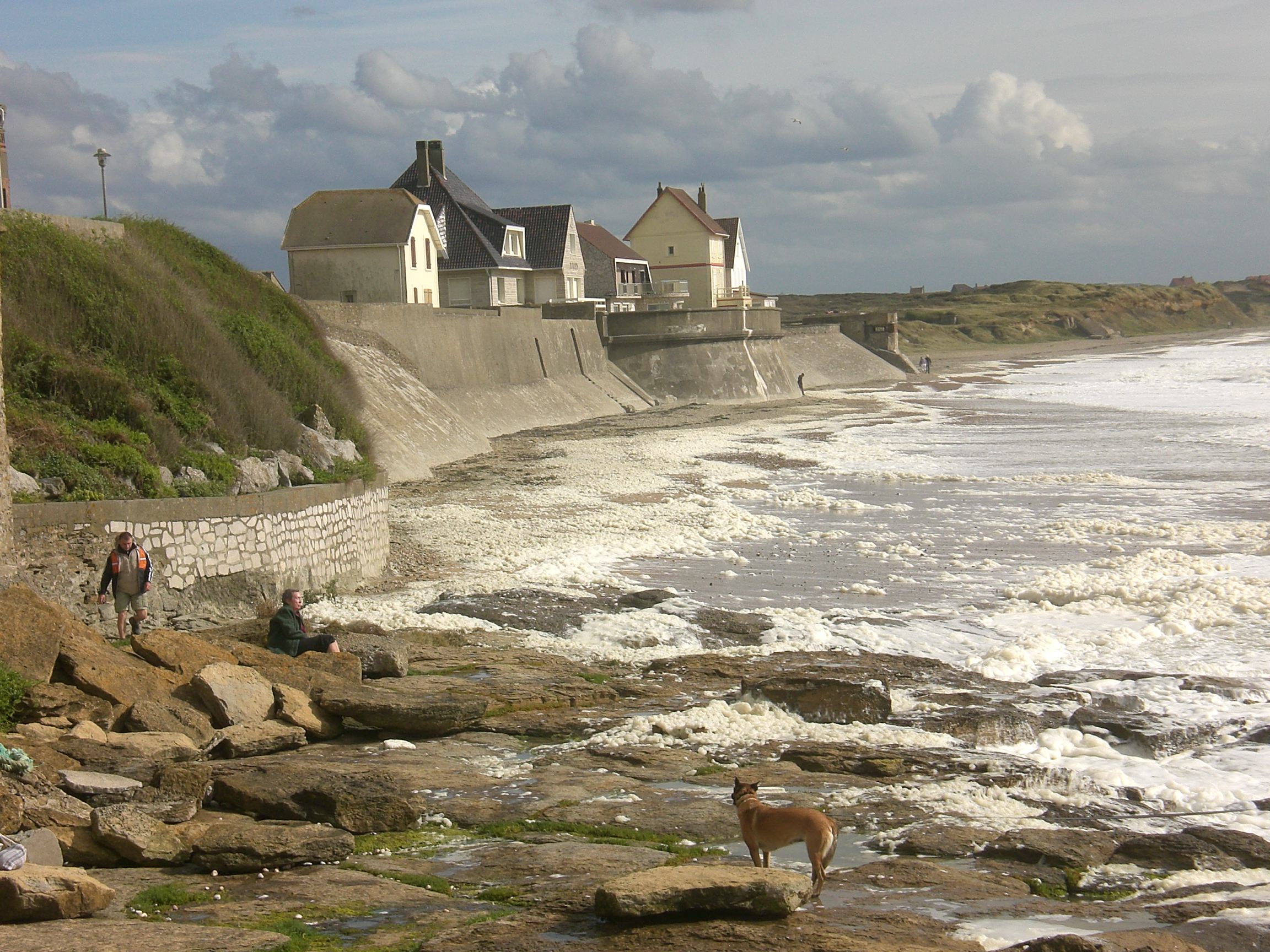
Uferbastion

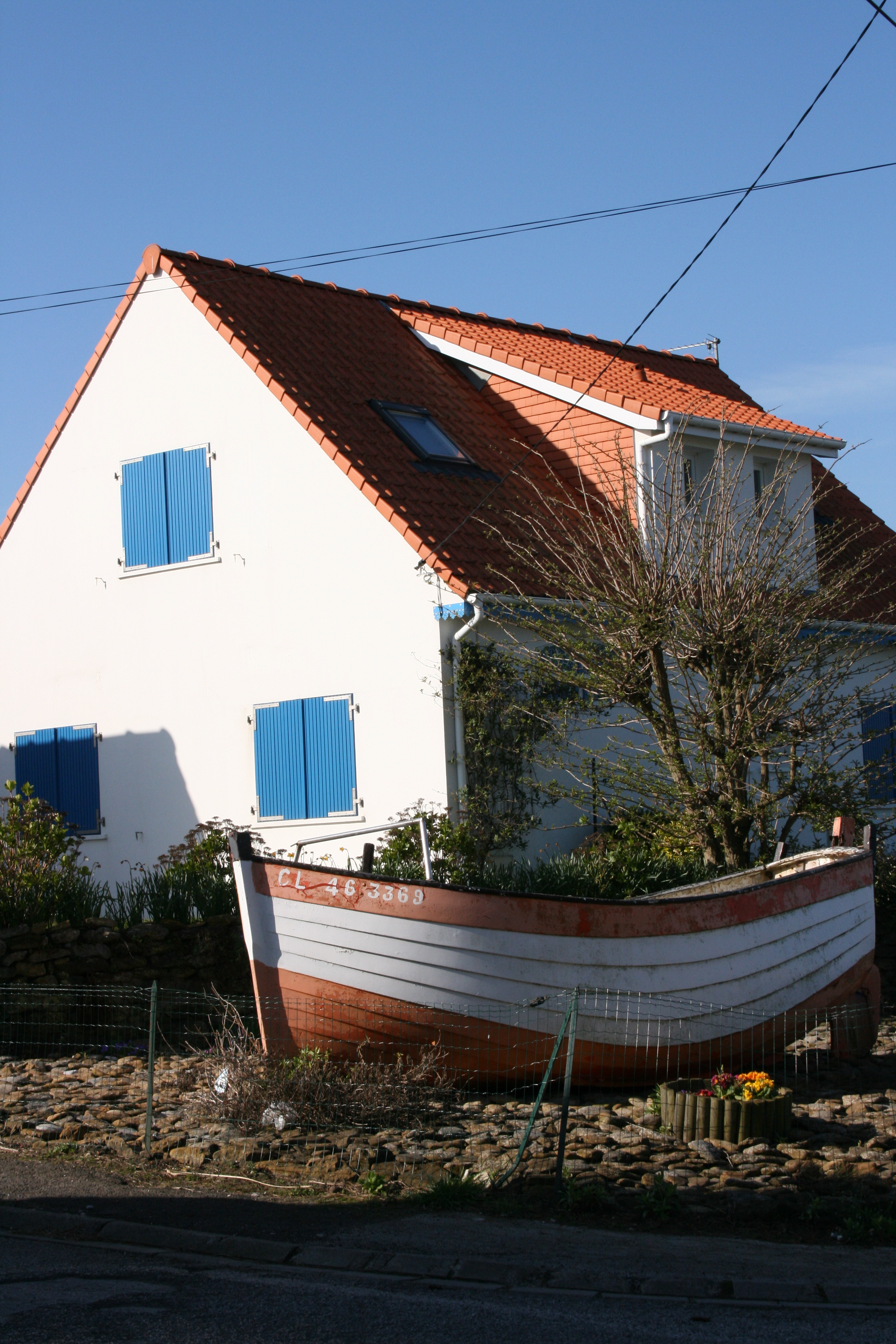
Flobart in Audresselles

Von Ende der englischen Besatzung im Jahr 1558 bis Mitte des 17. Jahrhunderts gehörte der Ort der Familie Acary. Ihnen gehörte auch der Weiler Haringzelle. Dieser Familie entstammen einige Admiräle und viele Angehörige der alteingesessenen Fischerfamilien im Ort.
Auf einer Düne gelegen, verlor das Fischer- und Seefahrerdorf bis 1880 mehrere Straßen und Behausungen und auch die Kirche aus dem 11. Jahrhundert an das Meer. Ende des 19. Jahrhunderts kauften Sommerfrischler aus Paris, Lille und Reims die Ufergrundstücke. Sie errichteten jeweils steinerne Wälle, um ihre Ferienhäuser zu schützen. Seitdem wich das Ufer nicht mehr weiter zurück, und es bildete sich die Landspitze Côte de fer. So bewahrte der Ort seine charakteristische Architektur. Weiße längliche Häuser (Longères), mit einem Farbband verziert, finden sich im Ortszentrum, während Villen der Belle Époque über dem Strand thronen.
Bis zum Zweiten Weltkrieg sicherten Brunnen, von denen einige aus dem Mittelalter stammten, die Wasserversorgung. 1940–1944 richteten die deutschen Besatzer das örtliche Wassernetz ein; unter anderem versorgten sie damit die Villen, die sie für sich requiriert hatten, mit frischem Wasser. Das Netz wird immer noch genutzt und heutzutage von der Firma Véolia Eau betrieben. Etliche Grundeigentümer gaben seither die Brunnen auf ihren Grundstücken auf. Ansichtskarten aus der Zeit vor dem Zweiten Weltkrieg deuten darauf hin, dass die deutschen Besatzer auch das Straßennetz befestigten. Bei den Befreiungskämpfen im September wurde eine große Zahl von Ferienhäusern zerstört.
Eine Familie von Fischern am Ort praktiziert immer noch den traditionellen Fischfang mit dem Doriboot. Die Flobarts, traditionelle kleine Fischerboote aus Holz mit geringem Tiefgang, dienen heutzutage Touristen für Ausflüge.

## Wappen
Das alte Familienwappen der Acary, das einen Adler mit ausgebreiteten Schwingen auf goldenem Hintergrund zeigte, diente bis 1975 als Ortswappen. Das heutige Ortswappen zeigt einen goldenen Flobart auf Blau, auf drei silbernen Wellen treibend, darüber eine rote Krabbe auf Gold.

## Einwohnerentwicklung

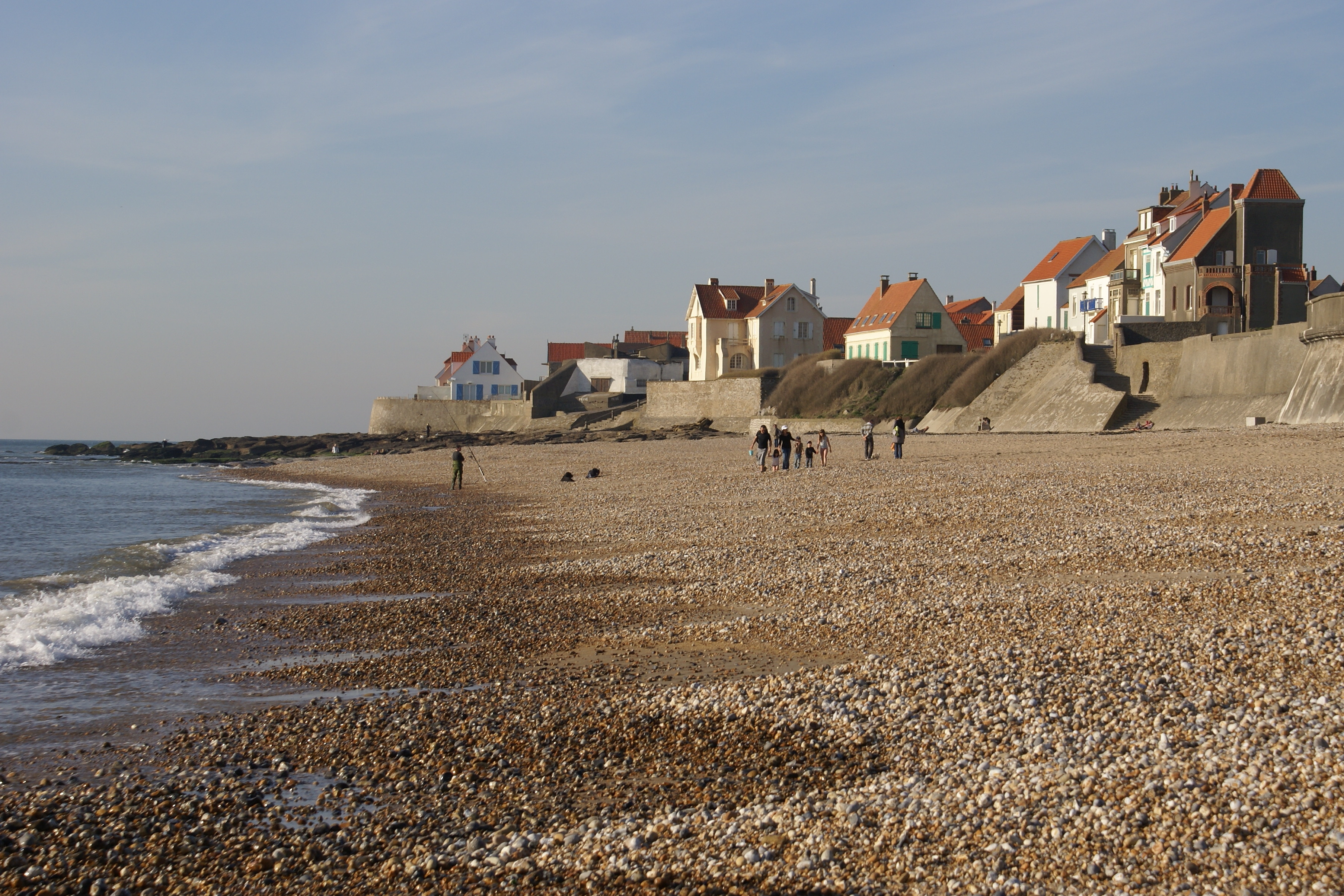
Häuser an der Seeseite, vom Strand aus gesehen

2008 zählte die Gemeinde knapp 600 Wohnungen. Etwas mehr als die Hälfte davon waren Zweitwohnungen.
| Jahr      | 1962 | 1968 | 1975 | 1982 | 1990 | 1999 | 2006 | 2012 | 2022 |
| --------- | ---- | ---- | ---- | ---- | ---- | ---- | ---- | ---- | ---- |
| Einwohner | 424  | 440  | 489  | 538  | 587  | 681  | 706  | 692  | 616  |

| Alter        | ♂      | ♀      |
| 0 – 14       | 22,2 % | 19,5 % |
| 15 – 29      | 19,0 % | 15,1 % |
| 30 – 44      | 19,9 % | 21,1 % |
| 45 – 59      | 17,6 % | 16,4 % |
| 60 und älter | 21,3 % | 27,9 % |

## Wirtschaft
Die Wirtschaft des Ortes beruht im Wesentlichen auf dem Transportwesen, dem Tourismus und der Fischerei. Kraft Erlass des Präfekten vom 20. Dezember 2004 ist nicht-professionellen Sammlern das Ernten von Miesmuscheln verboten und mit einer hohen Strafe bewehrt.
Besonders stark entwickelt haben sich touristische Kurzaufenthalte. In der Gemeinde befinden sich zwei Hotels, fünf Campingplätze und eine Reihe ländlicher Privatpensionen. Zahlreiche Restaurants und Cafés säumen vor allem den Marktplatz im Zentrum. In den letzten Jahren haben sich etliche Belgier, Deutsche und Briten mit Ferienwohnungen am Ort eingerichtet.

## Kultur

### Bildung
Audresselles beherbergt eine École maternelle und eine Primarschule, die École E. Evrard. Die nächstgelegenen weiterführenden Schulen befinden sich in Marquise, in Wimereux und in Boulogne-sur-Mer. Die Campus der Université du Littoral Côte d’Opale in Boulogne und Calais sind nicht weit entfernt.

### Gesundheitswesen
Ein Arzt, ein Krankenhelfer und eine Hebamme sind in der Gemeinde niedergelassen.

### Feste
- Mariä Himmelfahrt am 15. August ist das traditionelle Dorffest. Inzwischen zieht es nicht nur die Ortsbevölkerung, sondern Tausende von Stammgästen und Touristen an. Nach dem Gottesdienst folgen sie der Prozession von der Kirche zum Strand, wo ein Priester auf einem Doriboot hinausfährt, um das Meer zu segnen.
- Die Fête du Crabe[7] findet am Pfingstwochenende statt. Vor der Fischmarkthalle, wo die Fischerfamilien von Audresselles Krustentiere, Tintenfisch und Fische verkaufen, bauen örtliche Kunsthandwerker ihre Stände auf. Auf einem Podium kündigt ein stimmkräftiger Gemeinderat die Darbietungen an. Für die Lokalpolitiker ist es eine wichtige Gelegenheit, mit den Bürgern in Kontakt zu treten, um sich mit ihnen auszutauschen und für ihre politischen Ziele und ihre Wahl zu werben.
- Die Fête culturelle des Européens findet seit 2002 jährlich im Juli oder August statt. An ihr beteiligen sich Musiker und bildende Künstler aus Belgien, Deutschland, Kroatien, Italien und Russland.

### Sprachen
Neben dem Französischen sprechen einige Einwohner auch noch ihren Dialekt, die an der Küste gesprochene Version des Picardischen. Die Ortsbewohner haben eigene Wortschöpfungen und Ausspracheformen. Der örtliche Dialekt ähnelt dem, der im nördlichen boulogner Viertel St. Pierre gesprochen wird. In der dritten Person Plural des Personalpronomens wird das s am Ende ausgesprochen. Namen von Körperteilen, wie la nèque, oder von Fischen, wie la mallett oder le rouget barbet, stammen aus dem Englischen.
Ein Sprichwort in Audresselles lautet:

„Vint d‘amont va coutcher aveuc les files d'Auderselle“

„Bei Nordwind legen wir (die Fischer) uns zu den Mädels von Audresselles (weil wir nicht mit dem Boot hinausfahren können)“

### Kulinarische Spezialität
Der Käse Fleur d’Audresselles trägt den Namen der Gemeinde. Es handelt sich um einen Kuhmilch-Käse, der zum Teil aus Rohmilch in der Käserei Sainte Godeleine in Wierre-Effroy gefertigt wird. Es ist ein Weichkäse mit halbfester Rinde, gesalzen mit Salz aus den Salinen von Guérande.

### Baudenkmäler

#### KircheSaint-Jean-Baptiste

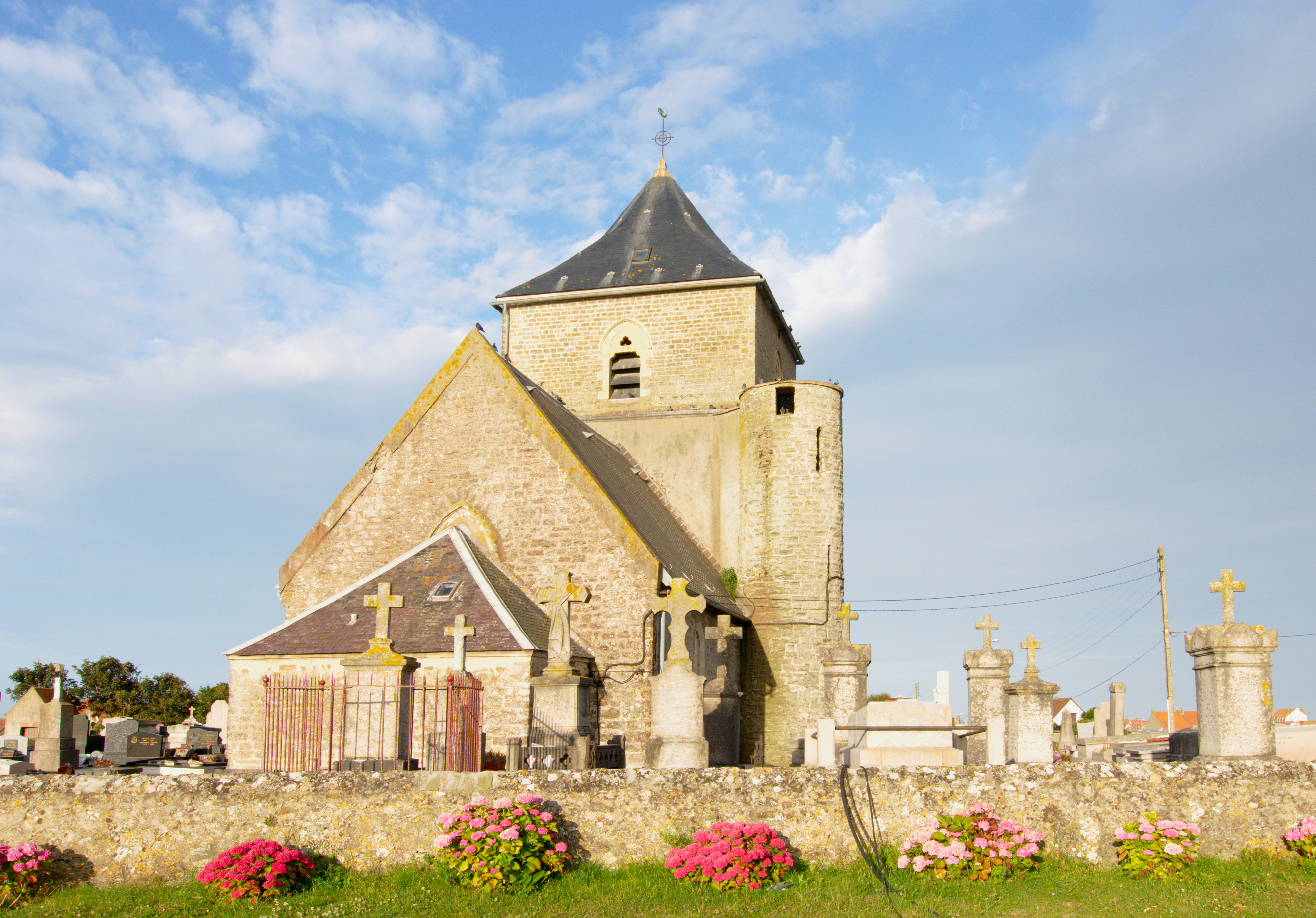
Kirche Saint-Jean-Baptiste

Die Kirche Saint-Jean-Baptiste liegt landeinwärts am östlichen Ortsrand. Sie wurde im zwölften Jahrhundert erbaut. Der erhöhte Standort, von dem man den Sonnenuntergang im Meer beobachten kann, sollte ein Zeichen setzen gegenüber dem Paganismus, der durch die Wikinger wiederbelebt wurde. Die Kirche steht mitten in einem weiten Kreis germanischer Kultstätten, deren Götter den umliegenden Orten ihren Namen gaben: Audinghen von Odin, Tardinghen von Thor, Loquinghen von Loki.
Das Portal ist aus dem 18. Jahrhundert. Im Inneren befinden sich ein kleines Retabel aus dem 18. Jahrhundert sowie drei große Gemälde aus dem Second Empire. Eines davon ist mit den Initialen des viktorianischen Malers Arthur Gilbert signiert.

#### Weitere Bauwerke
- Der Bauernhof Saint-Jean aus dem 17. Jahrhundert besitzt ein Torhaus, einen Taubenschlag und ein Wohnhaus mit einem steinernen Wappen an der Fassade, einem griechischen Kreuz.
- Das Postamt in der Rue Édouard-Quénu stammt aus dem 18. Jahrhundert.
- Die Allée Maurice Boitel beherrscht in erhöhter Lage den Strand.

### Technisches Denkmal
Sowohl im nördlichen als auch im südlichen Strandabschnitt findet man noch die Telefonkabel, die einst Frankreich mit England verbanden. Sie wurden 1907 und 1911 von Siemens installiert und blieben bis 1914 in Betrieb. Sie deuten darauf hin, dass die französische Regierung mindestens bis 1911 den Krieg mit Deutschland nicht für wahrscheinlich hielt.

## Persönlichkeiten
- Maurice Boitel (1919–2007), Maler, in Audresselles gestorben und bestattet
- Carolus-Duran (1837–1917), Maler
- Pierre Carrier-Belleuse (1851–1932), Maler
- Catherine Destivelle (* 1960), Alpinistin
- Henri Dutilleux (1916–2013), Komponist
- Ginette Garcin (1928–2010), Komödiantin
- Jacques-Philippe Leclerc de Hauteclocque (1902–1947), genannt Leclerc, Marschall von Frankreich
- Pierre Lacoste (1924–2020), Admiral
- David Ossipovitch Widhopff (1867–1933), Maler

## Religion
Die Bevölkerung ist überwiegend katholisch. Audresselles gehört zur Pfarrgemeinde Notre-Dame-des-Flots.